# Анна Макстед
Анна Макстед (на английски: Anna Maxted) е английска писателка, авторка на бестселъри в жанровете съвременен любовен роман (чиклит), детска литература и книги за самопомощ. Пише и под псевдонима Саша Блейк (на английски: Sasha Blake).

## Биография и творчество
Анна Макстед е родена през 1969 г. в Лондон, Англия. Като дете страда от анорексия и булимия. Завършва Кеймбриджкия университет със степен по английски език и започва да работи като репортер за еврейската хроника. По-късно става писател на свободна практика за „Съндей Мирър“, „Дейли Мирър“, „Индипендънт“, „FHM“, „Космополитън“, и има множество публикации в др. издания. В края на 90-те години на XX век пише няколко забавни книги за самопомощ в секса и съблазняването по поръчка на „Космополитън“.
След смъртта на баща си от инсулт написва първия си полуавтобиографичен роман „Getting Over It“, който привлича интерес от страна на книгоиздателите. Следващите ѝ произведения в жанра чиклит са приети добре от читателите и критиката.
През 2009 г. е публикуван съвременният ѝ роман „Отмъщение“ под псевдонима Саша Блейк. В него се проследява амбицията на семейство Кент за повече власт и пари на фона на лъскавия, разгулен и бляскав живот в луксозните им къщи.
Произведенията на писателката са богати на хумор, като едновременно разискват дълбоките и сложни въпроси, пред които са изправени жените, като мъка, изоставяне, отхвърляне, майчинство, и съперничество.
Анна Макстед живее със семейството си в Северен Лондон.

## Произведения

### Като Анна Макстед

#### Самостоятелни романи
- Getting Over It (2000)
Да погледнеш живота в очите, изд. „Санома Блясък България“ (2008), прев. Виолета Ненова
- Running in Heels (2001)
- Behaving Like Adults (2003)
- Being Committed (2004)
- A Tale of Two Sisters (2006)
- Rich Again (2009)

#### Серия „Том и Мат“ (Tom & Matt) – детска литература
1. The Baddie (2010) – с Алекс T. Смит
2. The Horrible Princess (2010) – с Алекс T. Смит
3. Pirate Mermaid (2013)
4. Stolen Dinosaur (2013)

#### Сборници
- Love & Passion (2013) – с Елизабет Бакън, Сара Чалис, Аманда Крейг и Исла Дюар

#### Документалистика
- How to Seduce Your Dream Man: 100 Strategies to Bring Mr Right to Heel (1999)
- How to Have Him Begging for More: 100 Ways to Drive Your Man Wild in Bed (1999)
- How to Be Her Kitchen Love God: Cosmopolitan Cookbook for Men (2000)

### Като Саша Блейк

#### Самостоятелни романи
- Betrayal (2009)
Отмъщение, изд.: ИК „Бард“, София (2011), прев. Мариана Христова
- The Wish (2010)